# 盧盼盼
盧盼盼（英語：Lo Pan Pan），前香港劍擊代表，現香港有線電視客席體育評述員，兼任路訊通 (Roadshow) 節目主持。

## 簡歷
盧盼盼早年就讀賽馬會體藝中學。她其胞姊盧姍姍皆為劍擊運動員，2003年曾取得學界劍擊賽冠軍。2007年於哈薩克舉行的亞洲青少年劍擊錦標賽取得女子重劍團體銅牌。曾就讀香港理工大學時裝及紡織系。2011年理大設計系碩士畢業。
2010年廣州亞運會，盧盼盼參加港協暨奧委會「香港運動員就業及教育計劃」的「師徒計劃」，與另外5名運動員為有線電視擔任實習主播，又客串《體育王》節目；亦於路訊通主持港協暨奧委會60周年系列專訪及《與你童行》等節目。2012年初退役，透過香港奧委會轄下「香港運動員就業及教育計劃」而加入新世界發展，現職於市場推廣工作，並為香港劍擊總會花劍會員教練。

## 參賽成績
- 2007年：亞洲青少年劍擊錦標賽 女子重劍團體銅牌

## 節目主持

### 有線電視
- 《體育王》
- 2010年廣州亞運會
- 2012年倫敦奧運會

### 路訊通
- 港協暨奧委會60周年系列專訪
- 《與你童行》

## 資料來源
1. ↑  . 東方日報. 2008-07-27  [2018-12-29]. （原始内容存档于2018-12-29）.
2. ↑  雙劍合璧姊妹花亞運戰群雌 蘋果日報，2003年12月1日
3. ↑  權威潮人說衫道4 （页面存档备份，存于） 東方日報，2010年11月6日
4. 1 2  特稿 重劍美女踩入幕前 蘋果日報，2012年7月13日
5. ↑  運動員拜師做主播 （页面存档备份，存于） 太陽報，2011年10月3日
6. ↑   (PDF).   [2012-07-31]. （原始内容存档 (PDF)于2017-05-17）.